# Idiot’s Delight (film)
Idiot’s Delight – amerykański musical z 1939 roku na podstawie sztuki Roberta E. Sherwooda pod tym samym tytułem. W rolach głównych wystąpili Norma Shearer oraz Clark Gable. Jest to jedyny film, w którym Gable śpiewa i tańczy wykonując piosenkę Irvinga Berlina „Puttin' on the Ritz”.

## Obsada
- Norma Shearer jako Irene Fellara
- Clark Gable jako Harry Van
- Edward Arnold jako Achille Weber
- Charles Coburn jako dr Hugo Waldersee
- Joseph Schildkraut jako kapitan Kirvline
- Burgess Meredith jako Quillary
- Laura Hope Crews jako madame Zuleika
- Richard „Skeets” Gallagher jako 'Don' Navadel
- Peter Willes jako pan Jimmy Cherry
- Pat Paterson jako pani Cherry
- William Edmunds jako Dumptsy
- Fritz Feld jako Pittatek
- Virginia Grey jako Shirley Laughlin
- Virginia Dale jako Francine Merle
- Paula Stone jako Beulah Tremayne